# Caroline Alice Elgar
Lady Caroline Alice Elgar (Bhooj, 9 de outubro de 1848 - Hampstead, 7 de abril de 1920) foi uma poetisa e escritora inglesa, casada com o famoso compositor Edward Elgar.

## Família
Caroline Alice Roberts, conhecida como Alice familiarmente, nasceu em Bhooj, Gujarate, Índia, em 1848.  Ela a mais nova e única filha do Major-General Sir Henry Gee Roberts (1800–1860) e de de Julia Maria Raikes (1815–1887). Os seus três irmãos mais velhos chamavam-se Albert Henry Roberts (nascido 1839 e falecido em criança), Frederick Boyd Roberts (nascido em 1841) e Stanley Napier Roberts (nascido em 1844). O seu pai era militar na Índia quando ocorreu a Revolta dos Sipais e morreu quando Alice tinha 12 anos.
Ela pertencia a uma família com ancestrais notáveis: o avô materno era Reverendo Robert Napier Raikes e o pai deste, o seu bisavô, era Robert Raikes (1736–1811), fundador do movimento protestante Escola Dominical, e o seu tio, homónimo de seu pai (o avô de Alice), era o General Robert Napier Raikes (1813–1909) do Exército Britânico na Índia.
Em jovem estudou com um geólogo amador, o Reverendo William Samuel Symonds e eles e um grupo de amigos eram caçadores de fósseis nas margens e bancos do rio Severn. Ela foi a autora do índice de um livro escrito por William Samuel Symonds. Também estudou piano, com Ferdinand Kufferath em Bruxelas e formação musical com Charles Harford Lloyd. Para além disso, ela falava fluentemente, além do inglês materno, alemão, italiano, francês e espanhol.
Antes de casar ela escrevia e publicava livros usando o pseudónimo de C. Alice Roberts. O romance, de dois volumes, Marchcroft Manor, foi publicado em 1882, quatro anos antes de conhecer Elgar.

## Casamento
Em 1886 os irmãos deixaram-na, para ingressarem no Exército, e ela passou a viver com a sua mãe, idosa e viúva, na Casa Hazeldine, em Redmarley em Worcestershire (atualmente Gloucestershire).  Nesse outono ela começou a ter lições de piano de Edward Elgar, que era professor de violino em Worcester High School. Quando a sua mãe morreu, no ano seguinte, ela viajou durante algum tempo antes de regressar, para ir viver em Malvern Link, numa casa chamada  Ripple Lodge, e continuou a ter lições de piano. Ela acobou por ficar noiva do seu jovem professor, apesar da desaprovação da família, que o considerava um pobretanas, de classe social inferior à da noiva - e ele era oito anos mais novo. Além disso, a família dela era anglicana, enquanto ele era católico.
Alice e Edward casaram a 8 de maio de 1889, numa pequena cerimónia católica, na igreja de Brompton Oratory. Como presente de casamento, Elgar dedicou-lhe uma pequena peça para violino e piano chamada Salut d'Amour, e ela dedicou-lhe um dos seus poemas, The Wind at Dawn. Da sua família, só o primo William Raikes e a sua esposa Veronica estiveram presentes, enquanto o noivo tinha os pais e um amigo, o Dr. Charles Buck.  A boda foi numa casa de uma amiga de Alice, a senhora Marshall - Elgar, mais tarde, dedicou a música A Song of Autumn à sua filha, "Miss Marshall".
O casal passou a lua de mel, de três semanas, em Ventnor na Ilha de Wight, regressando depois a Londres para estarem próximos do centro da vida músical britânica. Mas, durante um ano, foram mudando de casa: primeiro viveram em Marloes Road, Kensington; depois, em 29 de julho voltaram para a espaçosa casa 'Saetermo' em Malvern; depois, em outubro, foram para uma casa do primo Raikes (que lhes foi emprestada para passarem o inverno de de 1890-91) 'Oaklands', em Fountain Road, Upper Norwood com a vantagem da proximidade do Palácio de Cristal, com os seus concertos a que Edward assistia sempre que podia.  Depois foram para uma casa no n.º 51 de Avonmore Road, em Kensington onde a espesa deu à luz a única filha do casal, Carice Irene, nascida em 14 de agosto de 1890.  Contudo, a falta de trabalho para Edward forçou-os a deixar a casa, regressando a Malvern Link, onde alugaram a casa 'Forli' em Alexandra Road, onde ele esperava sobreviver dando aulas de música e dirigindo orquestras locais.

## Influência
A convicção no sucesso de Elgar por parte de Alice (e a coragem de casar fora da sua 'classe social') foram importantes para a carreira do marido. Ela passou a ser a sua empresária e secretária pessoal.
Ela deu o seu melhor para que ele obtivesse a atenção das classes sociais superiores, embora com sucesso limitado, pois Elgar aceitava relutantemente honrarias, que significavam mais para ela e a sua classe social. Ela também abdicou das suas aspirações pessoais para se dedicar u marido. No seu diário ela admitiu, "Cuidar de um génio é suficiente para o trabalho da vida de uma mulher."
Quando o marido recebeu do Rei o título de Cavaleiro, em 1904, ela passou a ter direito de ser chamada Lady Elgar.
No princípio da Guerra, durante algum tempo, Lady Elgar ensinou francês a um grupo de soldados em Chelsea Barracks.
Em janeiro de 1920, os amigos notaram que ela tinha perdido a sua vitalidade normal e que não tinha saído de casa desde novembro. Ela assistiu à apresentação da Segunda Sinfonia de Elgar em 16 de março, e no dia seguinte foi a um médico em Harley Steet, mas manteve-se em casa enquanto Elgar viajava, para dirigir um concerto em Leeds.  O último concerto  a que ela assistiu foi uma apresentação de várias peças de música de câmara de Elgar, em Londres.
Ela faleceu, de cancro do fígado, em 7 de abril de 1920, na sua casa em Severn, no n.º 42 de Netherhall Gardens, em Hampstead. O funeral foi feito no cemitério católico da Igreja de Saintt Wulstan, em Little Malvern três dias mais tarde. Edward foi ajudado a suportar a dor pela filha Carice. Entre os presentes estava o irmão de Alice, Napier Roberts. Estavam também os amigos de Elgar Frank Schuster, Billy Reed e o doutor Charles Buck. Sir Charles Stanford chegou mas só conseguiu falar com Reed depois de um passeio a chorar. Na Igreja foi tocada parte mais lenta do Quarteto de Cordas de Elgar, por Reed, Albert Sammons, Lionel Tertis e Felix Salmond.